# Ꚉ
Le dzzé (capitale Ꚉ, minuscule ꚉ) est une lettre additionnelle de l’alphabet cyrillique qui était utilisée dans l’écriture de l’abkhaze, du komi-zyriène, ou de l’ossète. Elle est composée d’un dé ‹ Д › et d’un petit zé ‹ З › souscrit et rattaché.

## Utilisations
En abhkhaze, la lettre ꚉ a été utilisée dans une version modifiée par M. R. Zavadsky de l’alphabet de 37 lettres de 1862 de Peter von Uslar.
Andreas Sjögren utilise le ꚉ dans l’alphabet cyrillique ossète dans sa grammaire publiée en 1844, lettre qu’il construit en fusionnant les lettres д et з.

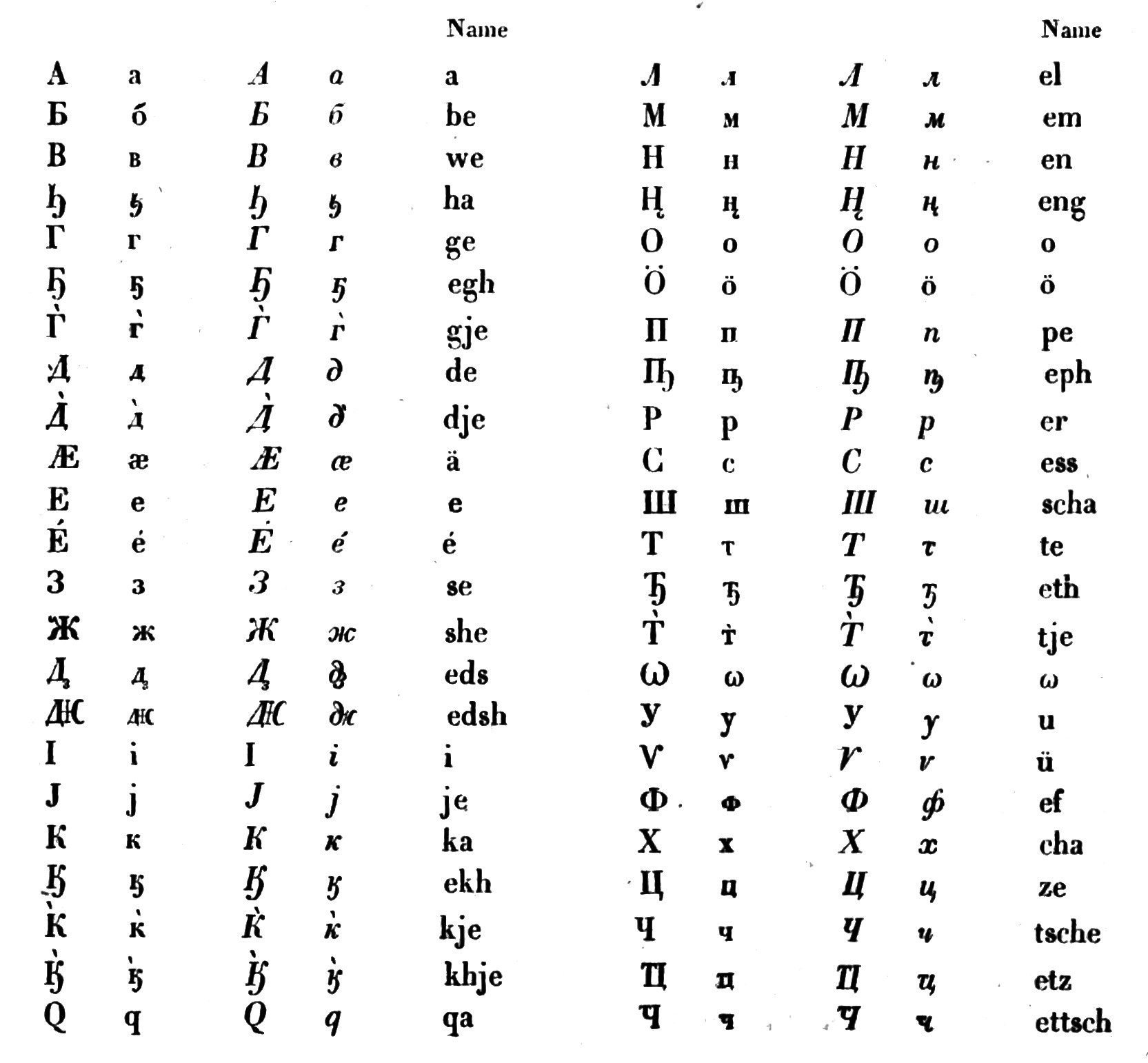
Alphabet ossète de Sjögren 1844.

En komi-zyriène, le ꚉ a été utilisé par certains auteurs au XIXe siècle.

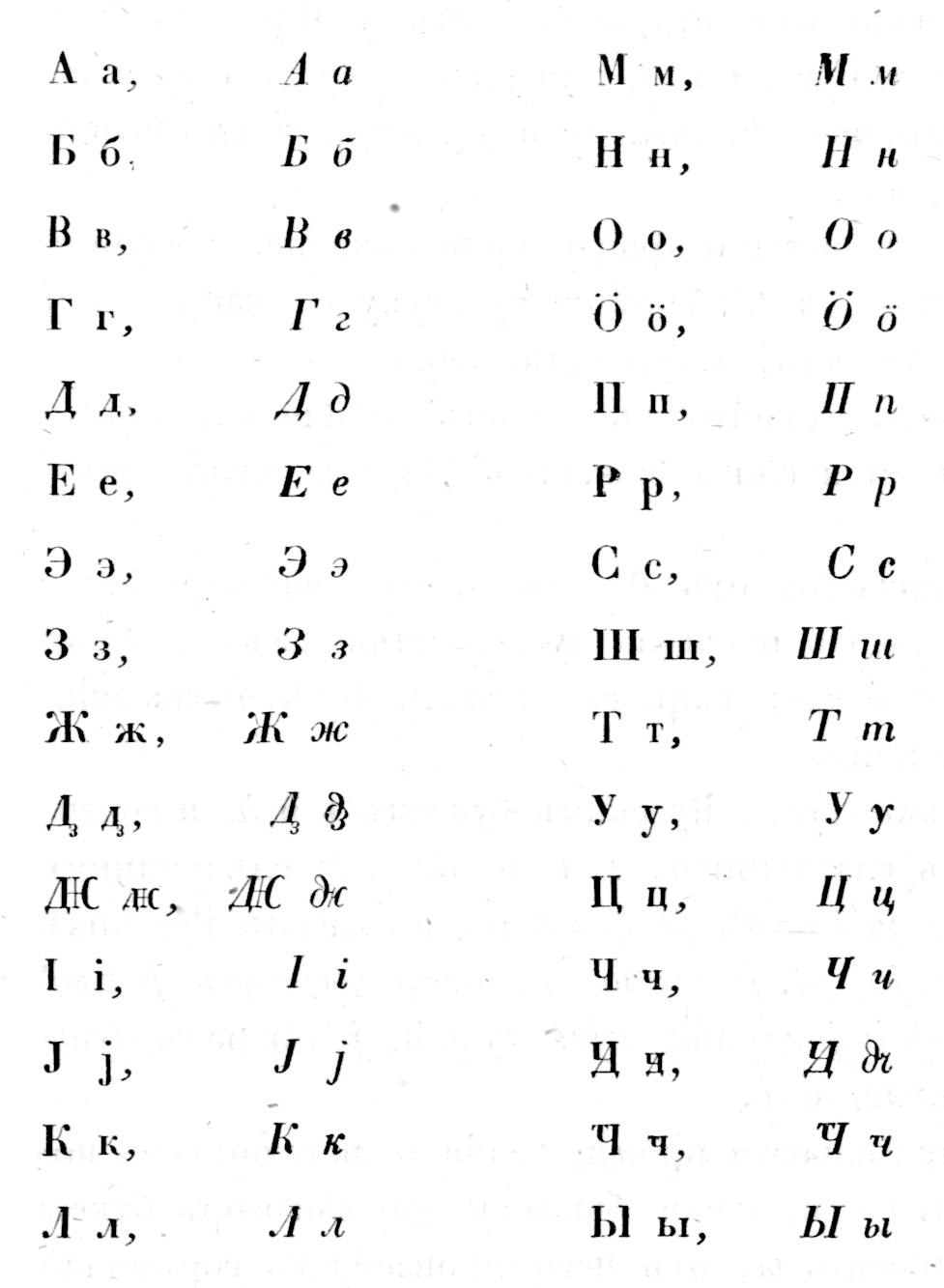
Alphabet komi-zyriène en 1850.

En linguistique, par exemple dans certains dictionnaires orthoépique ou descriptions phonétiques, ‹ ꚉ › est utilisé pour représenter une consonne affriquée alvéolaire voisée [dz].

## Représentations informatiques
Le tssé peut être représenté avec les caractères Unicode suivants :
| formes    | représentations | chaînes de caractères | points de code | descriptions                     |
| --------- | --------------- | --------------------- | -------------- | -------------------------------- |
| capitale  | Ꚉ               | Ꚉ                     | U+A688         | lettre majuscule cyrillique dzzé |
| minuscule | ꚉ               | ꚉ                     | U+A689         | lettre minuscule cyrillique dzzé |